# اندیس سیاه قره خان
سیاه قره خان یک اندیس فلزی است که در حوالی شهر کهنوج استان کرمان قرار دارد و مادهٔ معدنی موجود در آن، مس است.سنگ میزبان این اندیس بازالت متامورف شده است و دیرینگی آن به دوران پرکامبرین می‌رسد. در این اندیس، پاراژنز‌های پیریت یافت می‌شوند.